# Moroni
Moroni (em Árabe: موروني) é a maior cidade das Comores e, desde 1962, a sua capital.  Em 1990, a sua população era de cerca de 23.400 habitantes. Está localizada na costa ocidental da ilha Grande Comore, nas respectivas coordenadas 11° 43′ S, 43° 15′ L.
Moroni é servida pelo Aeroporto Internacional Moroni Hahaya (código IATA: HAH).  Possui igualmente um porto, com ligações regulares ao continente africano e às outras ilhas do arquipélago das Comores, bem como a Madagáscar e a outras ilhas do Oceano Índico.

## Economia
Moroni tem como principal atividade econômica a exportação de alguns produtos agrícolas, sendo o coco, cacau café, óleos destilados além de madeira. Essas exportações são feitas majoritariamente pelo porto da cidade, sendo uma pequena parcela pelo aeroporto.